# 佐川站 (日本)
佐川站（日语：／ Sakawa eki */?）是位於日本高知縣高岡郡佐川町，隸屬於四國旅客鐵道（JR四國）的鐵路車站。車站編號為K13，所有等級的列車均停在本站停靠。
本站在國鐵時代和隔鄰的西佐川站曾為準急以上的列車停靠站上爭論過。

## 車站構造

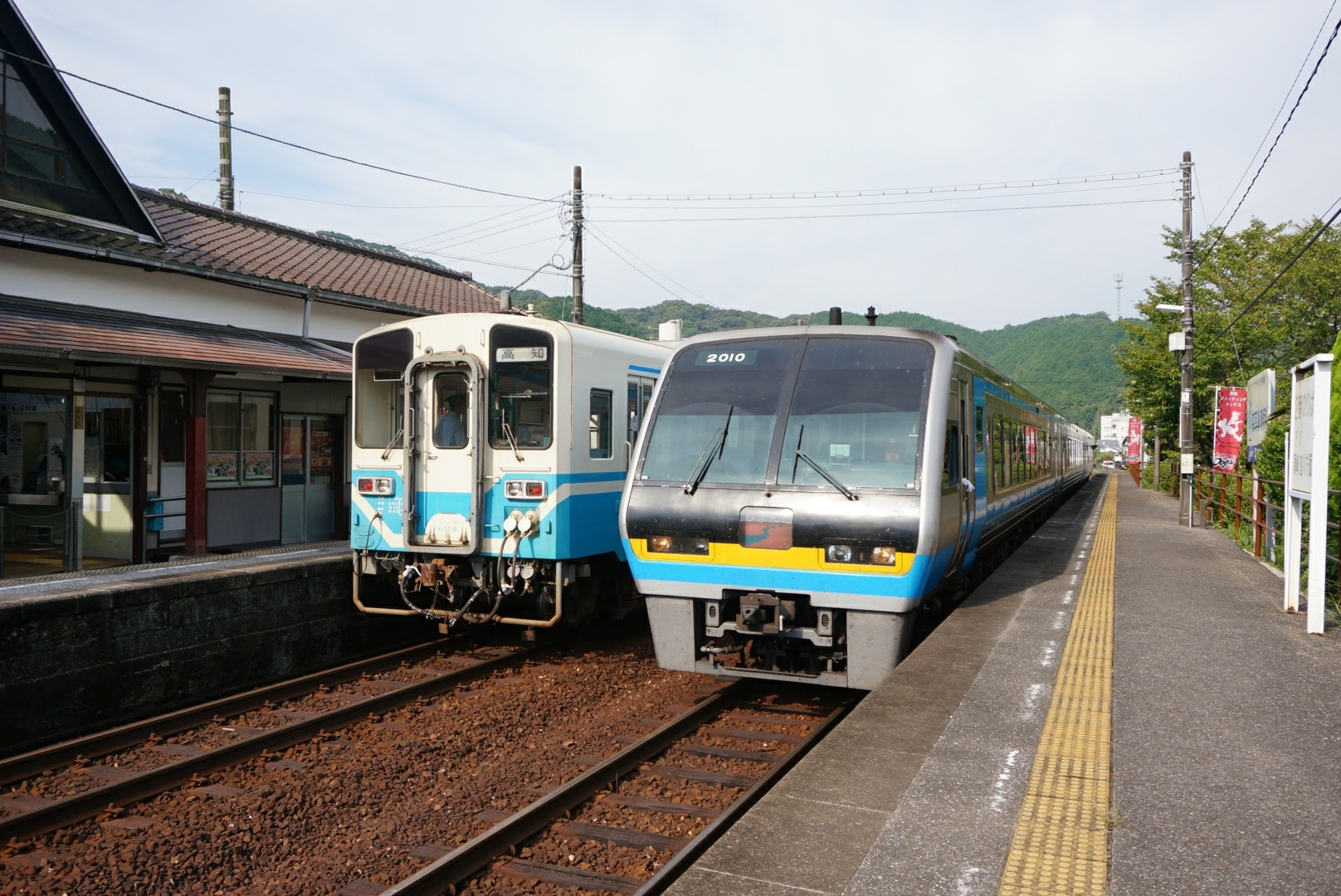
兩列停留在佐川站月台的列車（2016年9月）

### 站房
本站的站房為單層建築，內部設有小商店、候車室及站務室，售票處同時兼備綠窗口功能。
本站在開業初期只於站房外設置1個側式月台（現時1號月台），以單軌雙程行駛。1989年，因應軌道改善工程，加設了避車軌及一個側式月台（即現時2號月台），使本站能夠作為列車交換交用。有效長度為6輛。

### 月台
月台和站房之間並沒有行人天橋連接，乘客需靠兩邊月台末端（向襟野野站方向）的小樓梯落至路軌，再橫過對面月台。
| 月台 | 路線    | 方向     | 目的地                     |
| ---- | ------- | -------- | -------------------------- |
| 1    | ■土讚線 | （上行） | 高知、土佐山田、岡山方向   |
| 2    | ■土讚線 | （下行） | 須崎、窪川、中村、宿毛方向 |

## 歷史
- 1924年10月25日：開業。
- 1987年4月1日：日本國鐵分割民營化，車站的營運由JR四國繼承。
- 2023年12月29日：終日無人化[1]。

## 相鄰車站
四國旅客鐵道（JR四國）
■土讚線
西佐川（K12）－佐川（K13）－襟野野（K14）

## 外部連結
- JR 四國佐川站網頁（日文）。